# كتاب الشهداء الأمريكيين (رواية)
كتاب الشهداء الأمريكيين (بالإنجليزية: A Book of American Martyrs)‏ هي رواية للكاتبة الأمريكية جويس كارول أوتس، نشرت عام 2017، عن دار نشر إيكو بريس.

## القصة
تروي القصة وقائع عائلتين أمريكيتين، وهما عائلة فورهيز وعائلة دانفي المختلفتين في الإيمان والمعتقدات. تبدأ القصة بعواقب مقتل الدكتور غاس فورهيز على يد لوثر آموس دانفي. وتتناول القصة الجدل حول الإجهاض في الولايات المتحدة، مع التركيز على عرض الانقسام المتزايد والصراع بين اتحاه انتهاز الفرص واتجاه عيش الحياة، وكذلك العنف المناهض للإجهاض.وتقع أحداث الرواية في مدينة صغيرة في ولاية أوهايو الأمريكية.